# Dekanat Stanów Zachodnich
Dekanat Stanów Zachodnich – jeden z 4 dekanatów tworzących Patriarsze parafie w Stanach Zjednoczonych. Obejmuje 2 parafie znajdujące się w stanie Kalifornia, jedną w stanie Waszyngton oraz jedną w Meksyku. Obowiązki dziekana pełni obecnie (2022) ks. Alexey Bykon.
Na terenie dekanatu znajdują się następujące parafie:
- Parafia Kazańskiej Ikony Matki Bożej w San Diego
- Parafia św. Mikołaja w San Francisco
- Parafia Kazańskiej Ikony Matki Bożej w Spokane Valley – metochion monasteru św. Dymitra we Framingham[3]
- Parafia Opieki Matki Bożej w Tlalnepantla (Meksyk)